# Steendam
Steendam est un village situé dans la commune néerlandaise de Midden-Groningue, dans la province de Groningue.